# Till Death Do Us Part (álbum)
Till Death Do Us Part (En español: Hasta que la muerte nos separe) es el noveno álbum de estudio de la Banda Americana de Death Metal Deicide, lanzado el 28 de abril de 2008. Es el Siguiente disco después de The Stench Of Redemption. Las primeras copias del álbum incluía un parche para coser en una imagen de cantante Glen Benton y la frase "Glen Benton for President". El álbum también fue lanzado en varios colores de vinilo en número limitado. La obra de arte de la portada del álbum es un segmento de la pintura de la Woman and Death (1518-1520) de Hans Baldung.

## Lista de canciones
Todas las canciones fueron escritas por Benton/Asheim (excepto donde se señala)
```
  
```

| N.º | Título                                                 | Duración |  |
| 1.  | «"The Beginning of the End" (instrumental, by Asheim)» | 3:40     |  |
| 2.  | «"Till Death Do Us Part"»                              | 4:14     |  |
| 3.  | «"Hate of All Hatreds"»                                | 3:53     |  |
| 4.  | «"In the Eyes of God"»                                 | 4:53     |  |
| 5.  | «"Worthless Misery"»                                   | 4:59     |  |
| 6.  | «"Severed Ties"»                                       | 4:01     |  |
| 7.  | «"Not as Long as We Both Shall Live"»                  | 5:05     |  |
| 8.  | «"Angel of Agony"»                                     | 3:29     |  |
| 9.  | «"Horror in the Halls of Stone"»                       | 6:24     |  |
| 10. | «"The End of the Beginning" (instrumental, by Asheim)» | 1:40     |  |

## Créditos
- Glen Benton - Voz, Bajo
- Jack Owen - Guitarra
- Steve Asheim - Guitarras, Batería
- Ralph Santolla - Guitarra de sesión

- Datos: Q2551014